# Megachile peculifera
Megachile peculifera är en biart som beskrevs av Cockerell 1919. Megachile peculifera ingår i släktet tapetserarbin, och familjen buksamlarbin. Inga underarter finns listade i Catalogue of Life.